# 17. BAFTA-gála
A 17. BAFTA-gálát 1964-ben tartották, melynek keretében a Brit film- és televíziós akadémia az 1963. év legjobb filmjeit és alkotóit díjazta.

## Díjazottak és jelöltek
(a díjazottak félkövérrel vannak jelölve)

### Legjobb film és brit film
Tom Jones
- A hazudós Billy
- David és Lisa
- Míg tart a bor és friss a rózsa
- Válás olasz módra
- 8½
- Nápoly négy napja
- Hud
- Kés a vízben
- A szolga
- Egy ember ára
- Ne bántsátok a feketerigót!

### Legjobb elsőfilmes
James Fox – A szolga
- Wendy Craig – A szolga
- Keir Dullea – David és Lisa
- Janet Margolin – David és Lisa

### Legjobb brit főszereplő
Dirk Bogarde – A szolga
- Tom Courtenay – A hazudós Billy
- Albert Finney – Tom Jones
- Hugh Griffith – Tom Jones
- Richard Harris – Egy ember ára

### Legjobb brit női főszereplő
Rachel Roberts – Egy ember ára
- Julie Christie – A hazudós Billy
- Edith Evans – Tom Jones
- Sarah Miles – A szolga
- Barbara Windsor – Sparrows Can't Sing

### Legjobb külföldi férfi főszereplő
Marcello Mastroianni – Válás olasz módra
- Howard Da Silva – David és Lisa
- Jack Lemmon – Míg tart a bor és friss a rózsa
- Paul Newman – Hud
- Gregory Peck – Ne bántsátok a feketerigót!

### Legjobb külföldi női főszereplő
Patricia Neal – Hud
- Joan Crawford – Mi történt Baby Jane-nel?
- Bette Davis – Mi történt Baby Jane-nel?
- Lee Remick – Míg tart a bor és friss a rózsa
- Daniela Rocca – Válás olasz módra

### Legjobb brit forgatókönyv
Tom Jones – John Osborne
- A hazudós Billy – Keith Waterhouse, Willis Hall
- A szolga – Harold Pinter
- Egy ember ára – David Storey

### Legjobb brit operatőri munka – színesfilm
Oroszországból szeretettel
- Nine Hours to Rama
- The Running Man
- Sammy Going South
- The Scarlet Blade
- Tamahine
- A fontos személyek [1]

### Legjobb brit operatőri munka – fekete-fehér film
A szolga
- A hazudós Billy
- Heavens Above!
- Station Six-Sahara
- The Victors

### Legjobb animációs film
Automania 2000

 The Critic

### Legjobb rövidfilm
Heureux anniversiare
- Zeilen
- Snow
- The War Game

### Egyesült Nemzetek-díj az ENSZ Alapokmányának egy vagy több elvét bemutató filmnek
Karami-ai
- War Hunt